# Książęta raciborscy

Herb księstwa raciborskiego

## Księstwo raciborskie w ramachPolski(1290–1327)

### Piastowie
Księstwo powstaje w 1290 roku w wyniku podziału części księstwa opolsko-raciborskiego, którą w 1281/1282 otrzymują wspólnie Mieszko (po podziale otrzymuje Cieszyn i Oświęcim) i Przemysław (po podziale otrzymuje Racibórz)
- 1290–1306 – Przemysław (syn Władysława) (1281/2 wspólnie z bratem Mieszkiem w Cieszynie, Oświęcimiu i Raciborzu, od 1290 w wyniku podziału samodzielny książę raciborski, w 1292 złożył hołd lenny Wacławowi II)
- 1306–1327 – Leszek (syn, od 1327 lennik króla Czech, od 1334 także książę na w Koźlu)
- 1306–1308 – Mieszko cieszyński (regent)

## Księstwo raciborskie w ramachKrólestwa Czech(1327–1521)

### Piastowie
- 1327–1336 – Leszek

od 1336 – Racibórz w rękach książąt opawskich z rodu Przemyślidów, a Koźle przejęte przez książąt bytomskich

### Przemyślidzi
- Mikołaj I 1336–1365 (1318–1365 książę opawski)
- 1365–1380/2 – Jan I (Hanusz I) (1365–1377 książę opawski) (syn Mikołaja I, w wyniku podziału w 1365 w Raciborzu, Karniowie i Bruntalu, do 1375 roku w Pszczynie i Mikołowie (sprzedane książętom opolskim), 1378–1382 strata Żor (zastawione książętom cieszyńskim))
- 1380/2–1424 – Jan II Żelazny (syn Jana I, w latach 1385–1392 zastawił Karniów książętom opolskim, do 1385 i od 1405/7 w Bruntalu, od 1396 roku w Pszczynie i Mikołowie.)
- 1385–1405/7 – Mikołaj IV (brat, Bruntal)
- 1424–1454 – Mikołaj V (syn Jana II Żelaznego, w wyniku podziału w 1437 roku w Karniowie, Bruntalu, Pszczynie, Rybniku i Wodzisławiu, w 1447 roku sprzedaż Bruntala)
- 1424–1456 – Wacław II (brat), w wyniku podziału w 1437 roku w Raciborzu.
- 1454–1483 – Jan IV (syn Mikołaja V, w wyniku podziału w Karniowie i Wodzisławiu, od 1474 roku utracił Karniów na rzecz Macieja Korwina)
- 1454–1473 – Wacław III (brat, w wyniku podziału w Rybniku, Pszczynie i Żorach, usunięty, zmarł w 1478 roku)
- 1456–1493 – Jan V (syn Wacława II, Racibórz, w latach 1473–1479 w Pszczynie, od 1483 roku w Wodzisławiu)
- 1493–1506 – Mikołaj VI (syn, książę raciborski razem z braćmi Janem i Walentynem)
- 1493–1506 – Jan VI (brat, książę raciborski razem z braćmi Mikołajem i Walentynem)
- 1493–1521 – Walentyn (brat, książę raciborski razem z braćmi Mikołajem i Janem, od 1506 roku samodzielnie)

## Księstwo opolsko-raciborskiew ramach Królestwa Czech (1521–1742)

### Piastowie
- Jan V 1521–1532, Walenty zmarł i przekazał ziemie Janowi.

### Hohenzollernowie
- Jerzy 1532–1543, Jan zmarł bezpotomnie i dał spadek Jerzemu.
- Jerzy Fryderyk I 1543–1552

### Habsburgowie
- Ferdynand I 1552–1564
- Maksymilian I 1564–1576
- Rudolf II 1576–1597

### Batory
- Zygmunt 1597 –1598

### Habsburgowie
- Rudolf II 1598–1612 (ponownie)
- Maciej 1612–1619
- Ferdynand II 1619–1622

### Bethlen
- Gábor Bethlen 1622–1625

### Habsburgowie
- Ferdynand II 1615–1622 (ponownie)
- Ferdynand III 1637–1645

1645 – księstwo przekazane w zastaw królowi polskiemu Władysławowi IV Wazie

### Wazowie
- Władysław IV 1646–1648 (także król polski 1632–1648)
- Jan II Kazimierz 1648 (także król polski 1648–1668)
- Karol Ferdynand I 1648–1655
- Jan II Kazimierz 1655 (ponownie, także król polski 1648–1668)
- Ludwika Maria 1655–1663

### d’Enghienowie
- Juliusz I d’Enghien 1663

### Wazowie
- Ludwika Maria 1663–1666,

1666 – księstwo zwrócone cesarzowi po wykupieniu zastawu.

### Habsburgowie
- Leopold I 1666–1705
- Józef I 1705–1711
- Karol VI 1711–1740
- Maria Teresa 1740–1742

1742 – pokój w Hubertusburgu kończący wojny śląskie przyznaje m.in. ziemie księstwa Prusom.

## Księstwo raciborskie w ramachKrólestwa Prus(1742–1871)

### Hohenzollernowie
- Fryderyk II Wielki 1742–1786
- Fryderyk Wilhelm II 1786–1797
- Fryderyk Wilhelm III 1797–1840
- Fryderyk Wilhelm IV 1840–1861
- Wilhelm I 1861–1871

## Księstwo raciborskie w ramach zjednoczonych Niemiec (1871–1945)

### Hohenzollernowie
- Wilhelm I 1871–1880

1880 – cesarz Wilhelm I jako nagrodę przekazał księstwo Wiktorowi Maurycemu.

### Von Ratiborowie
- Wiktor I Maurycy 1880–1893 (Tradycją stało się to, że najstarszy syn rodu otrzymywał imię Wiktor.)
- Wiktor II Amadeusz 1893–1923
- Wiktor III August 1923–1945